# 愛在回家時
《愛在回家時》（英語：A Family Man）是一部2016年美國劇情片，為馬克·威廉姆斯 (導演)執導，此片也是威廉姆斯的導演處女作，由比爾·迪比克編劇。該片由傑瑞德·巴特勒、珂茜·莫爾、愛莉森·布里、亞努潘·卡爾、艾佛烈·蒙利納、威廉·達佛主演。主要拍攝於2015年10月26日在多倫多開始。該片在2016年多倫多國際影展上首映。

## 製作
2015年9月2日，傑瑞德·巴特勒宣布將主演家庭劇情片《獵頭者的呼喚（The Headhunter's Calling）》由比爾·迪比克於2012年11月撰寫的第一個劇本，該片由馬克·威廉姆斯執導，也是他首次執導電影。威廉姆斯和巴特勒將與艾倫·西格爾（Alan Siegel）一起製作這部電影，由沃爾太奇影業負責這部電影的國際發行。 尼古拉斯·沙蒂埃、克雷格·弗洛雷斯（Craig J. Flores）、帕特里克·紐沃爾（Patrick Newall）也將一起製作這部電影。
電影的主要拍攝工作於2015年10月26日在多倫多開始，於2015年12月13日在芝加哥拍攝，並於12月18日結束。

## 迴響
根据評論匯總网站爛番茄汇总的25篇评论文章，16%的评论家给予该作正面评价，平均打分为4.1分（满分10分）。该网站总结的评论家共识是“電影是有一些有價值的想法，但卻在中間的情節中被搞砸了，其中，對於人物的描繪都很薄弱（有些甚至是完全不討人喜歡的）。”
在Metacritic上，7位影評人共給予了22分的分數（滿分100分），這部電影獲得了「普遍負面評價」。

## 外部連結
- 互联网电影数据库（IMDb）上《愛在回家時》的资料（英文）
- AllMovie上《愛在回家時》的资料（英文）